# Creepy Nuts
Creepy Nuts es un dúo de hip hop japonés formado por DJ Matsunaga y R-Shitei. Hicieron su debut con un sello importante en 2017.
El dúo interpretó los temas de apertura y cierre de varias series de televisión de anime y acción real como Yofukashi no Uta, Futekisetsu ni mo Hodo ga Aru!, y Dandadan. También hicieron la canción temática de las transmisiones de Spring Koshien en 2022.
Su sencillo «Bling-Bang-Bang-Born» fue lanzado el 7 de enero de 2024, como tema de apertura de la segunda temporada de la serie de anime Mashle. Encabezó el Billboard Japan Hot 100 durante ocho semanas consecutivas, convirtiéndose en el primer sencillo número uno del dúo en la lista como artistas principales. También fue un éxito mundial, alcanzando el número ocho en el Billboard Global 200.
Varias de sus canciones han sido certificadas por Recording Industry Association of Japan en la categoría de streaming, incluida «Nobishiro», que ha sido certificada platino.
El dúo anunció en su último espectáculo de su gira unipersonal de 2024 que actuarían en el Tokyo Dome el 11 de febrero de 2025, lo que marcaría su primera actuación en el domo.

## Miembros
- DJ Matsunaga (DJ松永?) – DJ
- R-Shitei (R-指定?) – Rapero

## Discografía

### Álbumes de estudio
| Título                                                                                   | Detalles | Posición más alta | Posición más alta | Posición más alta | Ventas        |
| Título                                                                                   | Detalles | JPN               | JPN Cmb.          | JPN Hot           | Ventas        |
| ---------------------------------------------------------------------------------------- | --- | ----------------- | ----------------- | ----------------- | ------------- |
| Creep Show                                                                               | - Lanzamiento: 11 de abril de 2018 - Discográfica: Creepers, Sony Japan - Formatos: CD, DL, streaming                        | 16                | —                 | 11                | - JPN: 6,568  |
| Case                                                                                     | - Lanzamiento: 1 de septiembre de 2021 - Discográfica: Onenation, Sony Music Associated - Formatos: CD, CD+BD, DL, streaming | 3                 | 4                 | 3                 | - JPN: 26,535 |
| Ensemble Play                                                                            | - Lanzamiento: 7 de septiembre de 2022 - Discográfica: Onenation, Sony Music Associated - Formatos: CD, CD+BD, DL, streaming | 3                 | 3                 | 3                 | - JPN: 21,688 |
| "—" indica lanzamientos que no figuraron en las listas o no se publicaron en esa región. | |                   |                   |                   |               |

### Álbumes recopilatorios
| Título          | Detalles                                                                                 | Posición |
| Título          | Detalles                                                                                 | JPN      |
| --------------- | ---------------------------------------------------------------------------------------- | -------- |
| Indies Complete | - Lanzamiento: 25 de julio de 2018 - Discográfica: Tricker - Formatos: CD, DL, streaming | 148      |

### Extended plays
| Title                                                                                    | Details | Peak positions | Peak positions | Peak positions | Sales         |
| Title                                                                                    | Details | JPN            | JPN Cmb.       | JPN Hot        | Sales         |
| ---------------------------------------------------------------------------------------- | --- | -------------- | -------------- | -------------- | ------------- |
| Tarinai Futari                                                                           | - Lanzamiento: 20 de enero de 2016 - Discográfica: Tricker - Formatos: CD, DL, streaming                                   | 43             | —              | 16             |               |
| Joen Dan'yū-shō                                                                          | - Lanzamiento: 1 de febrero de 2017 - Discográfica: Tricker - Formatos: CD, DL, streaming                                  | 16             | —              | 9              |               |
| Yofukashi no Uta                                                                         | - Lanzamiento: 7 de agosto de 2019 - Discográfica: Creepers, Sony Music Associated - Formatos: CD, CD+DVD, DL, streaming   | 12             | 12             | 11             | - JPN: 9,923  |
| Katsute Tensai Datta Oretachi e                                                          | - Lanzamiento: 26 de agosto de 2020 - Discográfica: Onenation, Sony Music Associated - Formatos: CD, CD+DVD, DL, streaming | 5              | 2              | 2              | - JPN: 20,515 |
| "—" indica lanzamientos que no figuraron en las listas o no se publicaron en esa región. | |                |                |                |               |

### Sencillos
| Título                                                                              | Año  | Máximas posiciones en las listas | Máximas posiciones en las listas | Máximas posiciones en las listas | Máximas posiciones en las listas | Máximas posiciones en las listas | Máximas posiciones en las listas | Máximas posiciones en las listas | Máximas posiciones en las listas | Máximas posiciones en las listas | Certificaciones                       | Álbum                           |
| Título                                                                              | Año  | JPN                              | JPN Cmb.                         | JPN Hot                          | FRA                              | KOR                              | NZ Hot                           | US Bub.                          | US World                         | WW                               | Certificaciones                       | Álbum                           |
| ----------------------------------------------------------------------------------- | ---- | -------------------------------- | -------------------------------- | -------------------------------- | -------------------------------- | -------------------------------- | -------------------------------- | -------------------------------- | -------------------------------- | -------------------------------- | ------------------------------------- | ------------------------------- |
| «Setsuna»                                                                           | 2015 | —                                | —                                | —                                | —                                | —                                | —                                | —                                | —                                | —                                |                                       | Indies Complete                 |
| «Major Debut Shinan»                                                                | 2017 | 23                               | —                                | 54                               | —                                | —                                | —                                | —                                | —                                | —                                |                                       | Sencillo sin álbum              |
| «Daga Sore de Ii»                                                                   | 2017 | 23                               | —                                | —                                | —                                | —                                | —                                | —                                | —                                | —                                |                                       | Creep Show                      |
| «Kaiko»                                                                             | 2018 | —                                | —                                | —                                | —                                | —                                | —                                | —                                | —                                | —                                |                                       | Creep Show                      |
| «Spotlight»                                                                         | 2018 | —                                | —                                | —                                | —                                | —                                | —                                | —                                | —                                | —                                |                                       | Creep Show                      |
| «Abazure»                                                                           | 2018 | —                                | —                                | —                                | —                                | —                                | —                                | —                                | —                                | —                                |                                       | Yofukashi no Uta                |
| «Yofukashi no Uta»                                                                  | 2018 | —                                | —                                | —                                | —                                | —                                | —                                | —                                | —                                | —                                | - RIAJ: Oro (st.)                     | Yofukashi no Uta                |
| «Ita no Ue no Mamono»                                                               | 2018 | —                                | —                                | —                                | —                                | —                                | —                                | —                                | —                                | —                                |                                       | Yofukashi no Uta                |
| «Otona»                                                                             | 2020 | —                                | —                                | —                                | —                                | —                                | —                                | —                                | —                                | —                                |                                       | Katsute Tensai Datta Oretachi e |
| «Santora» (con Masaki Suda)                                                         | 2020 | —                                | 29                               | 26                               | —                                | —                                | —                                | —                                | —                                | —                                | - RIAJ: Oro (st.)                     | Katsute Tensai Datta Oretachi e |
| «Bareru!»                                                                           | 2021 | —                                | —                                | 63                               | —                                | —                                | —                                | —                                | —                                | —                                |                                       | Case                            |
| «Kaoyaku»                                                                           | 2021 | —                                | —                                | —                                | —                                | —                                | —                                | —                                | —                                | —                                |                                       | Case                            |
| «Who Am I»                                                                          | 2021 | —                                | —                                | —                                | —                                | —                                | —                                | —                                | —                                | —                                |                                       | Case                            |
| «Lazy Boy»                                                                          | 2021 | —                                | —                                | —                                | —                                | —                                | —                                | —                                | —                                | —                                |                                       | Case                            |
| «Nobishiro»                                                                         | 2021 | —                                | —                                | 58                               | —                                | —                                | —                                | —                                | —                                | —                                | - RIAJ: Platino (st.)                 | Case                            |
| «Patto Saite Chitte Hai ni»                                                         | 2022 | —                                | —                                | 92                               | —                                | —                                | —                                | —                                | —                                | —                                |                                       | Ensemble Play                   |
| «Baka Majime» (con Ayase y Lilas Ikuta)                                             | 2022 | —                                | 50                               | 38                               | —                                | —                                | —                                | —                                | —                                | —                                | - RIAJ: Oro (st.)                     | Ensemble Play                   |
| «2Way Nice Guy»                                                                     | 2022 | —                                | —                                | 58                               | —                                | —                                | —                                | —                                | —                                | —                                |                                       | Ensemble Play                   |
| «Daten»                                                                             | 2022 | 9                                | 28                               | 35                               | —                                | —                                | —                                | —                                | —                                | —                                | - RIAJ: Oro(st.)                      | Ensemble Play                   |
| «Biriken»                                                                           | 2023 | —                                | —                                | —                                | —                                | —                                | —                                | —                                | —                                | —                                |                                       | Sencillos sin álbum             |
| «Bling-Bang-Bang-Born»                                                              | 2024 | 6                                | 1                                | 1                                | 173                              | 188                              | 12                               | —                                | 3                                | 8                                | - RIAJ: - Oro (dig.) - Diamante (st.) | Sencillos sin álbum             |
| «Nidone»                                                                            | 2024 | 6                                | 1                                | 9                                | —                                | —                                | —                                | —                                | —                                | —                                | - RIAJ: Oro (st.)                     | Sencillos sin álbum             |
| «Otonoke»                                                                           | 2024 | —                                | 2                                | 1                                | —                                | —                                | 4                                | 22                               | 1                                | 40                               |                                       | Sencillos sin álbum             |
| "—" indica los lanzamientos que no se registraron o no se publicaron en esa región. |      |                                  |                                  |                                  |                                  |                                  |                                  |                                  |                                  |                                  |                                       |                                 |

### Otras canciones de la lista
| Título                            | Año  | Picos    | Picos   | Certificaciones       | Álbum                           |
| Título                            | Año  | JPN Dig. | JPN Hot | Certificaciones       | Álbum                           |
| --------------------------------- | ---- | -------- | ------- | --------------------- | ------------------------------- |
| "Katsute Tensai Datta Oretachi e" | 2020 | 43       | 63      | - RIAJ: Platino (st.) | Katsute Tensai Datta Oretachi e |

### Álbumes de vídeo
| Title | Details                                                                                             | Peaks  |
| Title | Details                                                                                             | JPN BD |
| --- | --------------------------------------------------------------------------------------------------- | ------ |
| Creepy Nuts no All Night Nippon "The Live 2022": Orera no Roots wa Aku made Radio da to wa It-te-O-ki-tai ze! | - Lanzamiento: 1 de marzo de 2023 - Discográfica : Onenation, Sony Music Associated - Formatos: BD  | 7      |
| Creepy Nuts Major Debut 5th Anniversary Live "2017–2022" in Nippon Budokan                                    | - Lanzamiento: 19 de julio de 2023 - Discográfica : Onenation, Sony Music Associated - Formatos: BD | 14     |

## Premios y nominaciones
| Entrega de premios           | Año  | Categoría | Nominación / Obra | Resultado | Ref.   |
| ---------------------------- | ---- | --------- | ----------------- | --------- | ------ |
| Asia Star Entertainer Awards | 2024 | Hot Trend | Creepy Nuts       | Ganador   | [ 37 ] |